# Aloe chabaudii
Aloe chabaudii là một loài thực vật có hoa trong họ Măng tây. Loài này được Schönland mô tả khoa học đầu tiên năm 1905.

## Hình ảnh

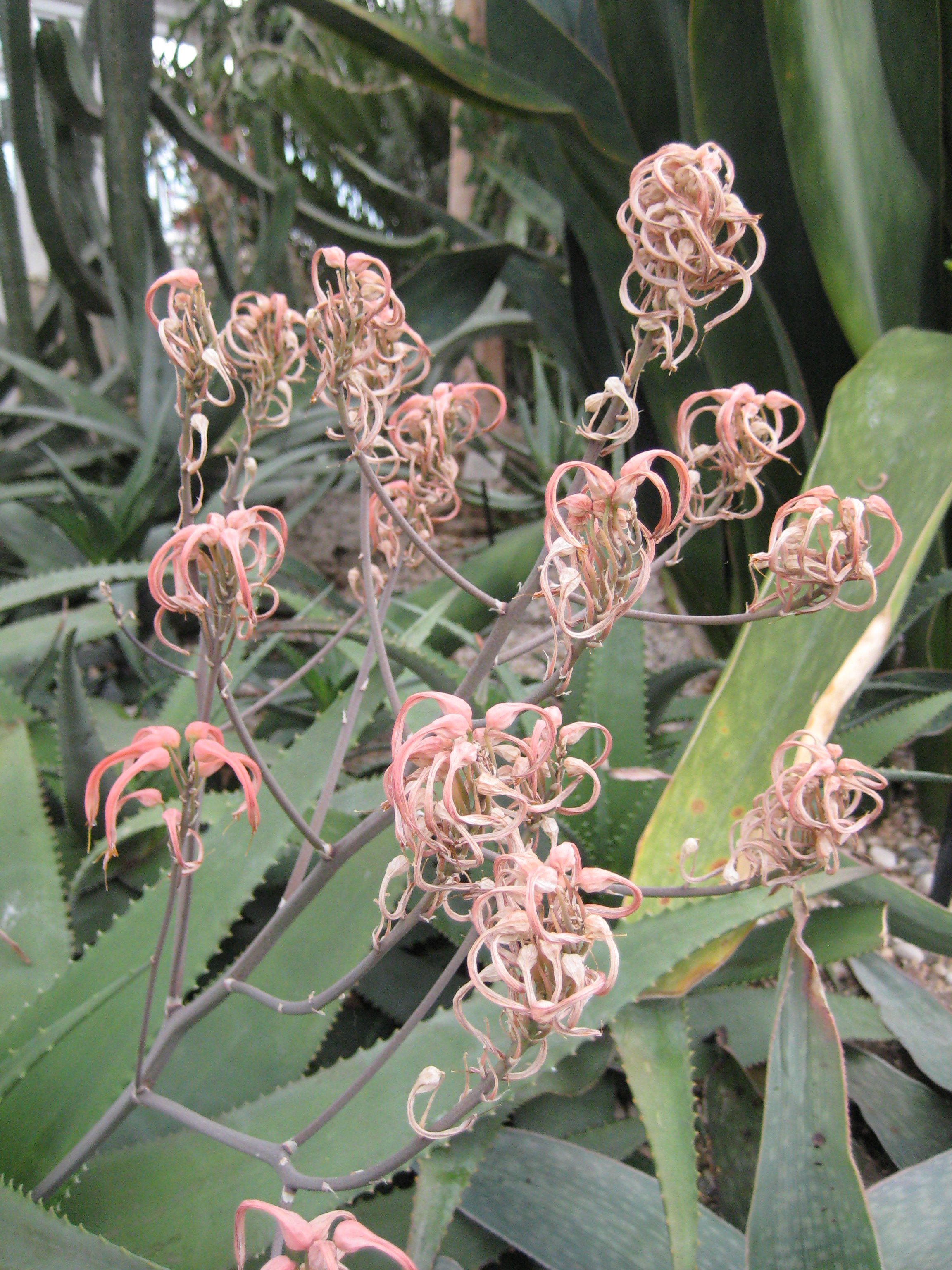
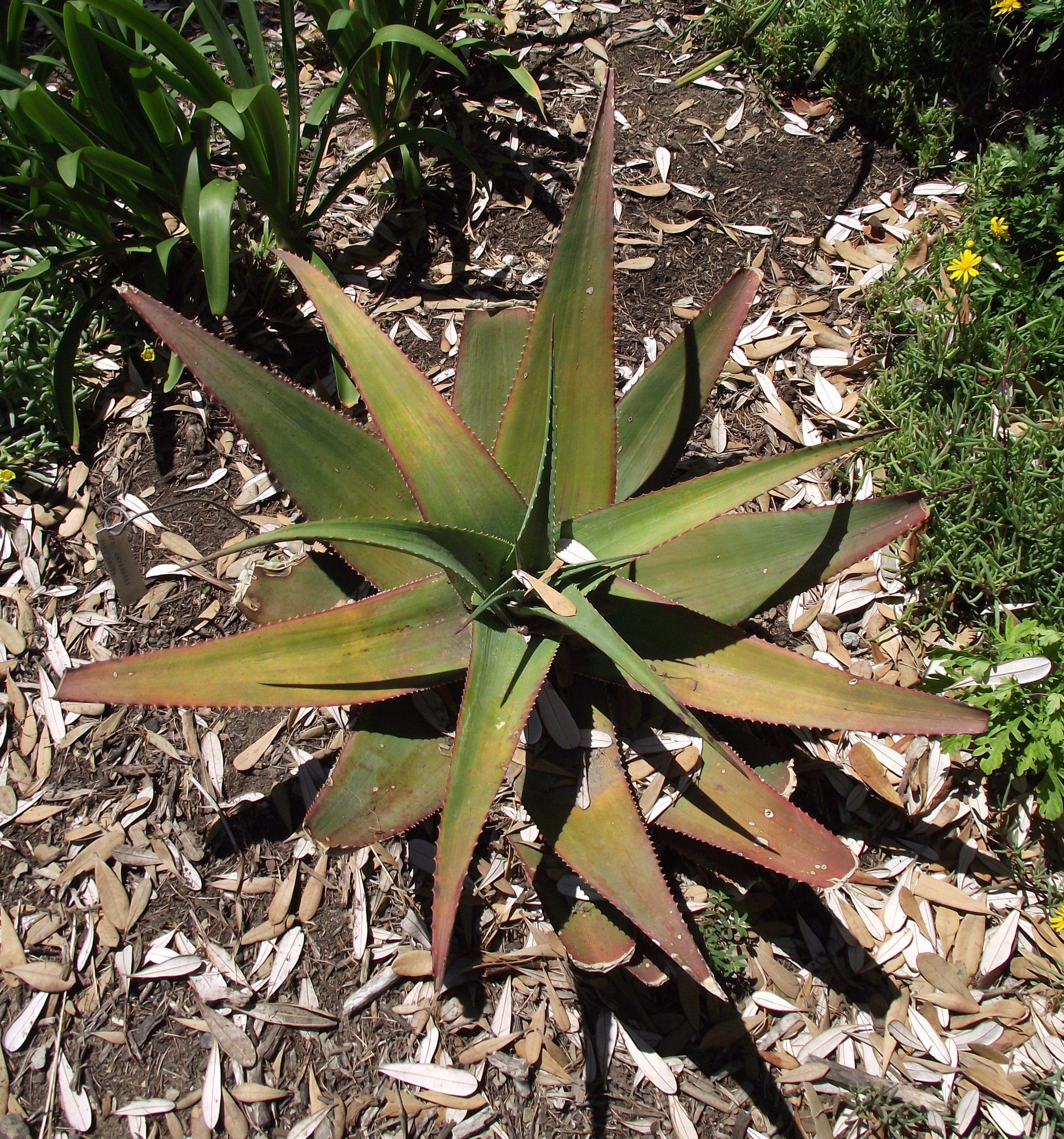
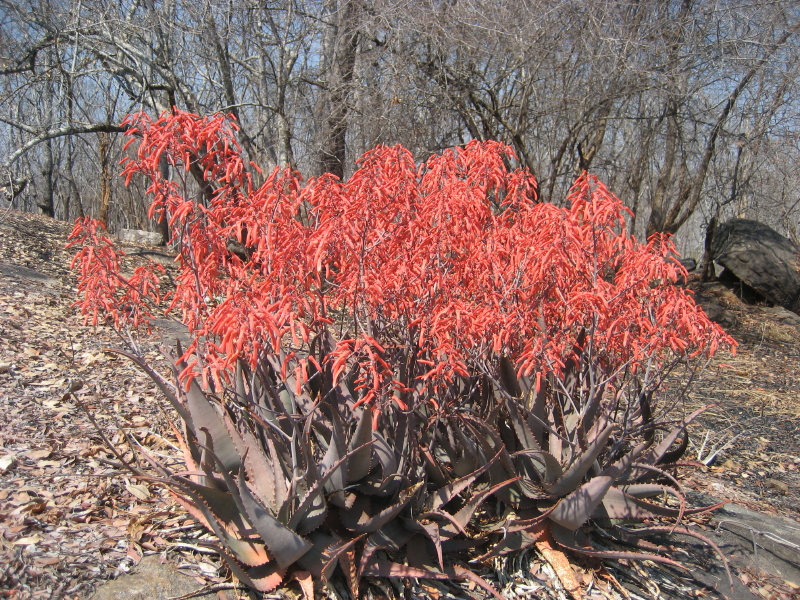

- Tập tin:Aloe chabaudii02 WPC.jpg